# Episodi di 1899
La prima e unica stagione della serie televisiva 1899, composta da 8 episodi, è stata interamente pubblicata a livello internazionale su Netflix il 17 novembre 2022.
| nº | Titolo originale | Titolo italiano | Pubblicazione originale | Pubblicazione Italia |
| -- | ---------------- | --------------- | ----------------------- | -------------------- |
| 1  | The Ship         | La nave         | 17 novembre 2022        | 17 novembre 2022     |
| 2  | The Boy          | Il bambino      | 17 novembre 2022        | 17 novembre 2022     |
| 3  | The Fog          | La nebbia       | 17 novembre 2022        | 17 novembre 2022     |
| 4  | The Fight        | Lo scontro      | 17 novembre 2022        | 17 novembre 2022     |
| 5  | The Calling      | Il richiamo     | 17 novembre 2022        | 17 novembre 2022     |
| 6  | The Pyramid      | La piramide     | 17 novembre 2022        | 17 novembre 2022     |
| 7  | The Storm        | La tempesta     | 17 novembre 2022        | 17 novembre 2022     |
| 8  | The Key          | La chiave       | 17 novembre 2022        | 17 novembre 2022     |

## La nave
- Titolo originale: The Ship
- Diretto da: Baran bo Odar
- Scritto da: Jantje Friese

### Trama
Il 19 ottobre 1899, il piroscafo Kerberos è in navigazione dall’Inghilterra a New York City. Quattro mesi prima, la nave gemella Prometheus è scomparsa nel nulla lungo la stessa rotta. Maura e molti altri passeggeri di prima classe sul Kerberos sono nel salone ristorante quando un passeggero di terza classe, Krester, irrompe supplicando l’aiuto di un medico. Krester viene buttato fuori da Franz, ma Maura lo segue fino alla terza classe, dove aiuta Tove, la sorella incinta di Krester, sofferente a causa del cordone ombelicale attorcigliato. Lucien e Clemence hanno problemi di intimità. Maura ha strane visioni e incontra il capitano del Kerberos, Eyk, che le intima di attenersi alle regole della nave.
Dopo aver ricevuto un messaggio contenente solo una serie di coordinate, presumibilmente dal Prometheus, Eyk cambia la rotta del Kerberos verso queste coordinate, suscitando le ire di molti passeggeri. Il Kerberos avvista il Prometheus, che pare essere stato abbandonato. Eyk sale sul Prometheus insieme a Maura, Ramiro, Olek e Jerome. Angel si interessa a Krester. Un uomo misterioso si imbarca sul Kerberos sistemandosi nella cabina accanto a quella di Maura. Sul Prometheus, Eyk trova uno strano nastro per capelli e scopre che il telegrafo è stato distrutto. Maura segue uno scarabeo fino a un armadio, dentro al quale trova un bambino che le porge un oggetto nero a forma di piramide.

## Il bambino
- Titolo originale: The Boy
- Diretto da: Baran bo Odar
- Scritto da: Jantje Friese, Dario Madrona López Gallego

### Trama
Eyk riceve un messaggio dalla compagnia di navigazione contenente solo due parole: "Affondare Nave". Maura si prende cura del bambino, l’unica persona trovata a bordo del Prometheus, ospitandolo nella sua cabina. Trova un anello in suo possesso e il simbolo di un triangolo capovolto con una linea orizzontale dietro al suo orecchio sinistro. L’uomo misterioso si presenta a Maura come Daniel. Angel regala a Krester un portasigarette. Jerome irrompe nella cabina di Lucien e Clemence e vi lascia una medaglia della Legion d’Onore. Eyk ha delle allucinazioni sulla moglie e sulle figlie, morte nell’incendio della propria casa alcuni anni prima; una delle sue figlie indossa lo stesso nastro per capelli trovato sul Prometheus. Quando si risveglia scopre che una botola è apparsa sotto al letto della sua cabina.
Tove trova il portasigarette e, arrabbiata, lo restituisce ad Angel; Angel e Ramiro hanno un litigio al termine del quale fanno sesso. Jerome viene riconosciuto come clandestino e imprigionato. Maura mostra al bambino la lettera con lo stesso simbolo del triangolo che l’ha portata a imbarcarsi sulla nave, ma lui rimane in silenzio. Eyk decide di rimorchiare il Prometheus portandolo indietro, in Europa, ma scontentando la maggior parte dei passeggeri e dell’equipaggio. Eyk mostra a Maura una lettera simile alla sua che l’ha condotto al Kerberos, ed è convinto che le risposte siano a bordo del Prometheus. Ada viene ritrovata morta. Altrove, qualcuno sta monitorando gli occupanti della nave su degli schermi.

## La nebbia
- Titolo originale: The Fog
- Diretto da: Baran bo Odar
- Scritto da: Jantje Friese e Emma Ko

### Trama
La Kerberos finisce in un fittissimo banco di nebbia che ostacola la navigazione. La decisione di Eyk di tornare indietro trainando la Prometheus crea malcontento tra i membri dell'equipaggio, che si organizzano per un ammutinamento, e tra i passeggeri, che hanno tutti un motivo per non voler tornare in Europa, tra i quali Yuk Ye e sua figlia Ling Yi: la ragazza si è sostituita a un'amica che faceva la prostituta e ora la donna che l'ha comprata, la nobildonna Virginia Wilson che per avidità fa la maitresse per clienti nobili, la vuole mettere "al lavoro" sulla nave, e proprio con Lucien, che però non desidera avere rapporti carnali con lei, ma solo qualcuno con cui parlare, visto che con la gelida moglie non riesce ad avere un dialogo e a confessarle che lui soffre di epilessia.
Gli ammutinati prendono il controllo della nave e rinchiudono tutti gli altri nelle loro stanze, mettendosi alla ricerca del bambino.

## Lo scontro
- Titolo originale: The Fight
- Diretto da: Baran bo Odar
- Scritto da: Jantje Friese e Jerome Bucchan-Nelson

### Trama
Sulla nave alcune persone iniziano a morire misteriosamente senza alcun apparente motivo, proprio come Ada. Gli ammutinati, in un crescendo di isteria, vogliono prendere il bambino muto portato a bordo dalla Prometheus ed eliminarlo, poiché lo incolpano di questa moria.
Il bambino trova sotto il letto di Maura una delle botole misteriose e vi si nasconde, fino a quando la giovane donna lo ritrova; interrogato, il bambino continua a non rispondere ma la aiuta, servendosi di uno strano scarabeo, a uscire dalla cabina in cui è stata rinchiusa dagli ammutinati.
Maura e il bambino liberano il capitano Eyk e gli altri, e insieme decidono di abbandonare la nave di nascosto e andare sulla Prometheus, ma vengono raggiunti dagli ammutinati che sparano a Jerome e prendono tutti gli altri; in uno scontro sul ponte della nave la madre di Krester, una bigotta invasata, getta fuori bordo il bambino. Come attraverso dei sogni, si scopre che Jerome era stato tradito e abbandonato nel deserto da Lucien, che gli aveva lasciato la medaglia della Legion d'Onore come merce di scambio per quando sarebbe  stato incarcerato e l'uomo, terrorizzato affronta l'ex amico, chiedendogli come ha fatto a trovarlo.
Eyk e gli altri si rifugiano nel ristorante dove l'ex capitano della nave affronta Maura poiché ha trovato nel giornale di bordo della Prometheus riferimenti alla donna, mentre un bagliore dietro le ante chiuse di uno stipo della sala pranzo preannuncia la ricomparsa del bambino muto, ancora vivo che, senza dire una parola, abbraccia Maura.

## Il richiamo
- Titolo originale: The Calling
- Diretto da: Baran bo Odar
- Scritto da: Jantje Friese e Juliana Lima Dehne

### Trama
Il sogno di Maura sembra rivelare un passato in cui è stata curata in un ospedale psichiatrico. Al suo risveglio, scopre che Eyk e gli altri hanno rinchiuso il bambino in uno stipetto perché hanno paura di lui, mentre Tove e Krester si interrogano sulle azioni della loro madre. Quando Tove raggiunge gli altri al ristorante, ne sorge un litigio che porta uno degli uomini a sparare inavvertitamente a Maura: il tempo si blocca improvvisamente e tutti sono immobilizzati, tranne Maura e il bambino che lei fa uscire dalla sua prigionia, lasciando tutti sbigottiti e intimoriti quando, al riprendere dello scorrere del tempo, trovano che sono scomparsi.
Sulla Kerberos iniziano ad accadere fatti inspiegabili: si ode uno strano ticchettio, in seguito al quale molti (ma non tutti) i passeggeri cadono in trance gettandosi in mare.
Maura chiede al bambino cosa sta succedendo e lui le scrive su un biglietto che "loro ascoltano" e che, parlando per la prima volta, deve "chiederlo al creatore". La porta poi dentro una delle botole misteriose, dove Maura arriva nel luogo che continua a sognare. Daniel li insegue e sembra sapere molte cose, rivelando anche che lui e il bambino si conoscono. Daniel rimprovera al bambino di aver portato Maura lì, e lui gli risponde che ha dovuto farlo perché "forse stavolta può finire in modo diverso".
Nella sala del telegrafo arriva il messaggio di affondare la nave, mentre Daniel si collega a una strana consolle in sala macchine: un fuochista gli chiede cosa sta facendo e lui gli spiega che vuole evitare che tutto si ripeta.
Maura rivela a Eyk che lei è la figlia di Henry Singleton, proprietario della Kerberos e della Prometheus: l'uomo è uno studioso della mente umana e secondo lei sta facendo esperimenti medico-psichiatrici estremi coinvolgendo viaggiatori ignari. Daniel riesce a fermare lo strano ticchettio e la trance finisce: molti sono morti, e i pochi rimasti non capiscono cosa sta succedendo.
L'episodio si conclude con il padre di Maura, che evidentemente vive in un periodo futuro al 1899, riflettere su un messaggio ricevuto dalla nave in cui si parla del "progetto Kerberos".

## La piramide
- Titolo originale: The Pyramid
- Diretto da: Baran bo Odar
- Scritto da: Jantje Friese e Emil Nygaard Albertsen

### Trama
In un sogno/flashback si scopre perché Tove è incinta, pur essendo nubile, e da chi lei e la sua famiglia stanno scappando: Krester, che è omosessuale, ha avuto una relazione con il figlio del fattore per cui lavoravano; l'uomo l'ha scoperto e per vendetta violenta Tove che, durante lo stupro, si ribella uccidendolo.
Il capitano Eyk con l'aiuto degli altri passeggeri riesce a rimettere in moto i motori della Kerberos, mentre Maura parte alla ricerca del bambino, proseguendo la sua esplorazione in uno dei mondi dentro le botole della nave. La donna, girovagando nel suo incubo rappresentato dall'ospedale psichiatrico, incontra Daniel che le rivela che è suo marito da 12 anni. Maura non gli crede e lo rinchiude nella stanza che continua a sognare, la 1011. Una volta scappata dall'ospedale scopre incidentalmente un pannello con dei comandi, mentre il padre continua a osservarla su degli schermi televisivi. L'uomo incontra uno dei membri dell'equipaggio e gli ordina di trovare il bambino e il piccolo congegno a forma di piramide in suo possesso perché fondamentale per il progetto.
Eyk, girovagando per la nave e uscendo da una delle botole, si ritrova sulla Prometheus, abbandonata alla deriva nell'oceano insieme a molte altre navi identiche.

## La tempesta
- Titolo originale: The Storm
- Diretto da: Baran bo Odar
- Scritto da: Jantje Friese

### Trama
La Kerberos è in balia di una violenta tempesta e senza nessuno al timone rischia di capovolgersi, motivo per cui Ling Yi va in plancia con Olek nel tentativo di permettere alla nave di continuare la navigazione.
Daniel confida a Maura che il bambino è loro figlio e che ciò che stanno vivendo non è altro che una delle centinaia di simulazioni, della durata di otto giorni, ideate dal padre di Maura per studiare le reazioni degli esseri umani. Lei non ricorda niente: ha scelto di entrare nella simulazione per fermare gli esperimenti del genitore e Daniel le dice che solo lei ha la chiave per fermare tutto ed evitare che il loop si ripeta e riprenda da capo.
Il dottor Singleton però riesce a catturare il bambino, suo nipote, e lo usa come merce di scambio con la figlia affinché lei gli consegni la chiave in grado di fermare tutto.
Nella tempesta muoiono anche Angel e Lucien, mentre il padre di Maura riesce ad "archiviare" la simulazione facendo finire la Kerberos in un luogo dove ci sono tutte le altre navi, frutto dei precedenti esperimenti.

## La chiave
- Titolo originale: The Key
- Diretto da: Baran bo Odar
- Scritto da: Jantje Friese

### Trama
Maura cerca di convincere gli altri che tutto ciò che vedono non è altro che una simulazione e che esiste solo nella loro mente; il padre di Maura cerca di convincere il nipote che tutto quel che sta succedendo è colpa della donna: sostiene che lei e il marito Daniel hanno costruito quella realtà fittizia per tenerci rinchiuso il figlio.
Intanto Ling Ly, Jerome e altri decidono di abbandonare la nave, ma la simulazione sta mutando: Daniel sta modificando il codice del programma e tutti si ritrovano nei sogni che facevano gli altri, dai quali però riescono a uscire, rincontrandosi nuovamente.
Il dottor Singleton riesce a catturare Maura e le rivela che è lei il "creatore" della simulazione, dopodiché la spedisce nuovamente all'interno del mondo fittizio da lei creato, ma Maura non si sveglia sulla nave priva di memoria, ma in una casa, che altro non è che la prima simulazione creata da lei e da Daniel, con i ricordi non cancellati. Il marito le rivela che tutto è colpa del fratello di Maura, che ha preso il controllo del programma: le dice che deve svegliarsi per fermarlo e bloccare tutto. Grazie a un congegno che lei e Daniel hanno creato proprio con il fine di fermare tutta quella follia, Maura si sveglia, trovandosi nel 2099 sull'astronave Prometheus dove sono in sospensione anche tutti gli altri personaggi incontrati sulla nave. Lei è l'unica sveglia e, attraverso un computer, il fratello le dà il benvenuto nella realtà.